# Pieter Vermeulen
Pieter Vermeulen (1899 - 1981 ) fue un botánico neerlandés.

## Algunas publicaciones

### Libros
- 1947. Studies on dactylorchids. Academisch proefschrift--Amsterdam. "Samenvatting": p. [ix]-xii. Bibliografía: pp. [175]-180. "Stellingen"

- Kleijn, H; P Vermeulen. 1964. The beauty of the wild plant. Ed. Londres: George C. Harrap. 128 pp.

## Honores

### Eponimia
Género
- (Orchidaceae) Vermeulenia Á.Löve & D.Löve[1]

Especies
- (Euphorbiaceae) Maesobotrya vermeulenii (De Wild.) J.Léonard[2]
- La abreviatura «Verm.» se emplea para indicar a Pieter Vermeulen como autoridad en la descripción y clasificación científica de los vegetales.[3]